# Sint-Remigiuskerk (Pronsfeld)
De Sint-Remigiuskerk (Duits: Kirche St. Remigius) is een aan Remigius van Reims gewijde rooms-katholieke parochiekerk in Pronsfeld in het Eifelkreis Bitburg-Prüm (Rijnland-Palts).

## Geschiedenis
Op de plaats van de huidige Remigiuskerk bevond zich tot het jaar 1921 een Antoniuskapel. Deze kapel werd in het jaar 1889 gebouwd. Omdat de oude parochiekerk te klein werd, besloot men de Antoniuskapel te vergroten en deze vergrote kapel tot nieuwe parochiekerk te verheffen. In het jaar 1921 werd na de afbraak van het koor een overkoepelde viering en een nieuw koor naar het ontwerp van de architect Eduard Endler in neobarokke stijl aan het bestaande kerkschip van de kapel aangebouwd.
In de Tweede Wereldoorlog werd de kerk zo zwaar getroffen, dat delen van het gewelf instortten. Na de oorlog werd dit gewelf door een vlak plafond vervangen.
De vrijstaande klokkentoren werd in 1962 gebouwd.

## Inrichting
In de kerk bevinden zich twee barokke altaren, die na 1921 vanuit de oude naar de nieuwe kerk werden overgebracht. Oorspronkelijk bevond zich nog een derde altaar in de kerk, maar dit eveneens barokke hoogaltaar werd in de Tweede Wereldoorlog vermoedelijk door het neervallende gewelf verwoest. Het linker nevenaltaar werd daarna in het koor opgesteld en dient sindsdien als hoogaltaar. Naast deze altaren is van de inrichting de kansel uit het jaar 1623 en een rijk gedecoreerde communiebank vermeldenswaardig.